# Iglesia Wotruba
La iglesia de la Santísima Trinidad o iglesia Wotruba es un templo católico de estilo brutalista ubicado en Viena. Construida entre 1974 y 1976, se basa en un diseño del escultor Fritz Wotruba y el arquitecto Fritz Gerhard Mayr.

## Descripción
La iglesia consta de una planta baja, que antes de su ampliación medía 340 m², y una planta alta de 285 m² de superficie útil, con una altura máxima de 13 m. Se localiza en una colina en Liesing, el distrito 23.º de Viena.
El nivel inferior alberga una sala parroquial con escenario para distintos acontecimientos sociales y religiosos y capacidad para 100 personas aproximadamente. Tiene además una serie de locales previstos para funcionar como salas de grupos y de juntas, archivo o sacristía, entre otros. La planta baja no tiene ventanas, por lo que se dispuso completamente climatizada.
El nivel superior, que aloja el templo propiamente dicho, presenta una planta configurada como un polígono irregular. Con una longitud de 30 m y una anchura máxima de 22 m, ofrece superficie suficiente para dar cabida a unos 300 fieles. El espacio interior lo conforman 152 bloques de hormigón de distintos tamaños y formas que van desde los 0.8 a los 64 m³, con un peso que varía entre las 1.8 y 141 toneladas. Dichos bloques se unen entre sí mediante paramentos acristalados con vidrio aislante y se rematan superiormente con una cubierta plana a base de una placa, también de hormigón, debidamente aislada e impermeabilizada.
En 2019 se instaló un ascensor en el exterior y se amplió el sótano con unas dependencias excavadas en la ladera de la colina.

## Historia
Diseñada por Fritz Wotruba y Fritz Gerhard Mayr, la idea fue concebida en 1964 y el edificio se construyó entre 1974 y 1976 en el emplazamiento de un antiguo cuartel nazi. Debido al fallecimiento de Wotruba en 1975, algunas decisiones artísticas fueron tomadas por un consejo asesor conformado por Lucy Wotruba, esposa de Fritz; su asistente, Engelbert Lanzenberger, y Mayr, el arquitecto. Fue consagrada el 24 de octubre de 1976 y el cardenal Franz König ofició la primera ceremonia religiosa.